# Хиркаси (село, Чебоксарський район)
Хирка́си (рос. Хыркасы, чув. Хыркасси) — село у складі Чебоксарського району Чувашії, Росія. Адміністративний центр Вурман-Сюктерського сільського поселення.
Населення — 635 осіб (2010; 599 у 2002).
Національний склад:
- чуваші — 90 %